# Elección para gobernador de Kansas de 2010
La elección para gobernador de Kansas de 2010 tuvo lugar el 2 de noviembre. 

## Primaria republicana
|  | 82.20 % |

|  | 17.80 % |

|  | 100 % |

## Encuestas
| Fuente de la encuesta | Fecha(s) de realización  | Tamaño de muestra | Margen de error | Sam Brownback (R) | Tom Holland (D) | Otro Indecisos |
| --------------------- | ------------------------ | ----------------- | --------------- | ----------------- | --------------- | -------------- |
| Survey USA            | 16 de septiembre de 2010 | —                 | —               | 59%               | 32%             | —              |
| Survey USA            | 12-15 de agosto de 2010  | —                 | —               | 67%               | 25%             | —              |
| Rasmussen Reports     | 4 de agosto de 2010      | —                 | —               | 57%               | 34%             | —              |
| Rasmussen Reports     | 30 de junio de 2010      | —                 | —               | 59%               | 31%             | —              |
| Rasmussen Reports     | 11 de mayo de 2010       | —                 | —               | 58%               | 27%             | —              |
| Rasmussen Reports     | 1 de marzo de 2010       | —                 | —               | 55%               | 33%             | —              |

## Resultados
|  | 63.28 % |

|  | 32.21 % |

|  | 2.68 % |

|  | 1.84 % |

|  | 100 % |

|  | 49.7 % |